# Robert Burns Monument (Alloway)

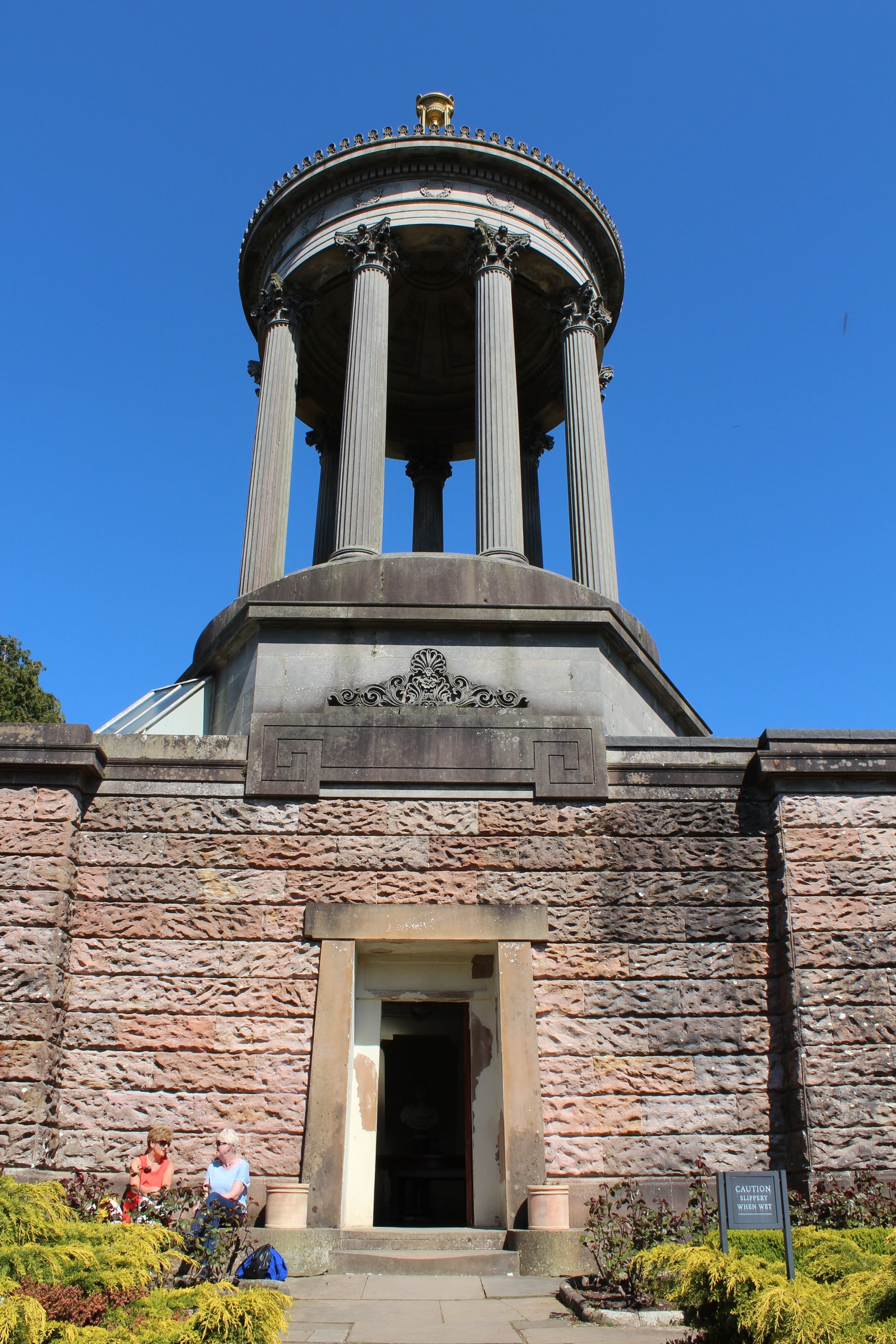
Robert Burns Monument

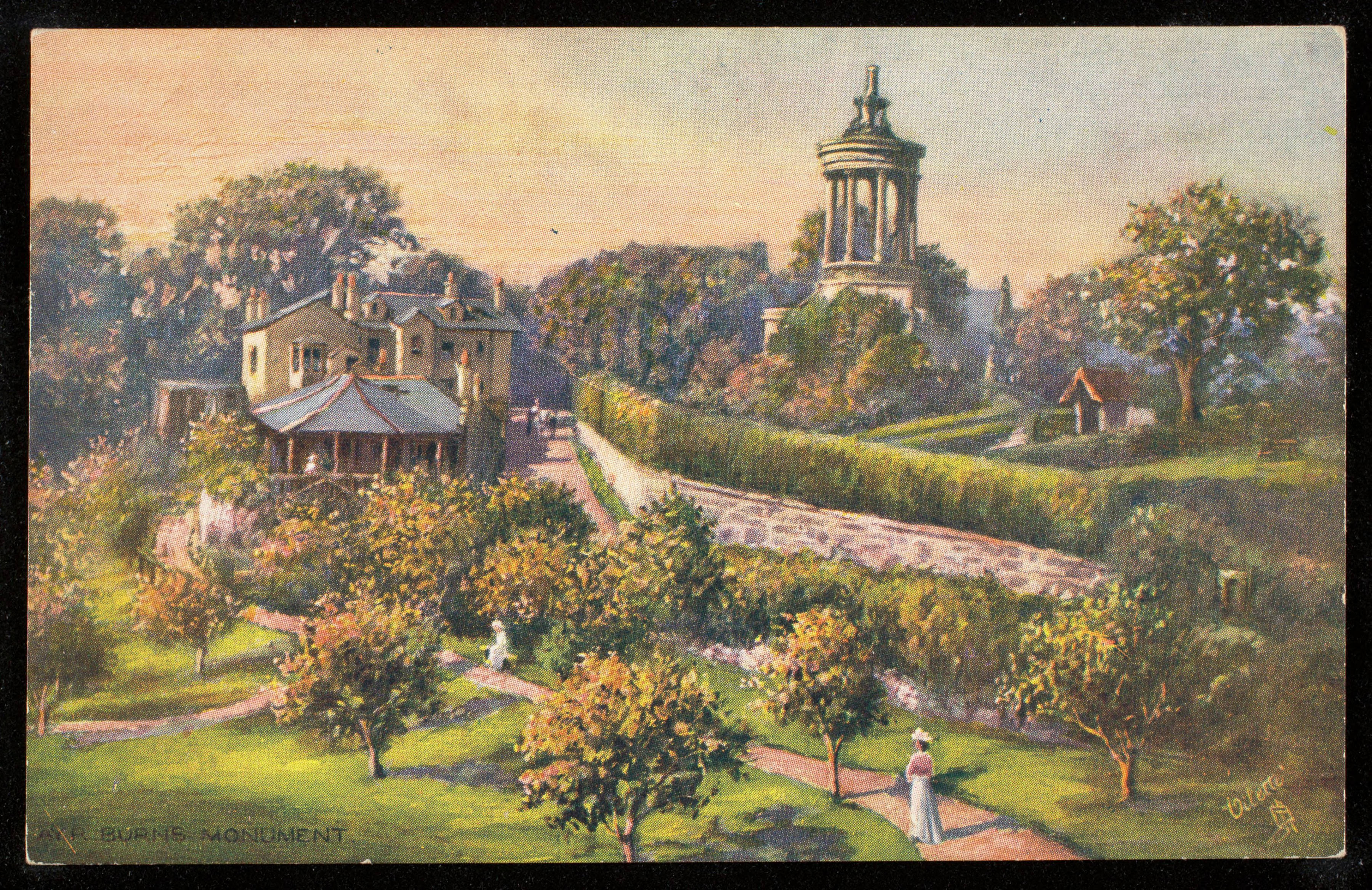
Postkartenmalerei um 1903

Das Robert Burns Monument ist ein Denkmal zu Ehren des Dichters Robert Burns in der schottischen Stadt Alloway in der Council Area South Ayrshire. 1971 wurde das Bauwerk in die schottischen Denkmallisten in der höchsten Denkmalkategorie A aufgenommen.

## Geschichte
Das Denkmal entstand nach einem Entwurf des schottischen Architekten Thomas Hamilton. Es handelt sich um Hamiltons erstes öffentliches Bauwerk, dessen Zuschlag er nach einer Ausschreibung gewann. Sein Honorar in Höhe von 20 Guinee nahm Hamilton ob der Ehre ein Monument zu Burns’ Gedenken erbauen zu dürfen nicht an. Nach der Grundsteinlegung am 25. Juli 1820 wurde das Bauwerk am 4. Juli 1823 für die Öffentlichkeit freigegeben.

## Beschreibung
Das Bauwerk liegt in einer Parkanlage am Südrand Alloways unweit des Burns Cottage, des Geburtshauses von Robert Burns. Nachdem auf den ursprünglichen Skizzen die teureren ionischen Säulen zu sehen sind, wurde der Monopteros tatsächlich mit korinthischen Säulen ausgeführt. Er ist dem Lysikratesmonument in Athen nachempfunden, jedoch mit freien Interkolumnien gestaltet. Das Denkmal ruht auf einem hohen dreieckigen Sandsteinsockel mit abgeplatteten Kanten. Das eingelassene Portal an der Südwestseite ist mit einer Holztüre gestaltet. Treppen führen zu dem Denkmal hinauf. An verschiedenen Stellen sind Platten mit griechischen Motiven eingelassen. Die Säulen tragen eine Kuppel mit umlaufendem Fries. Die Kuppel schließt mit einer reich ornamentierten Urne, die ein vergoldetes Apollonsymbol trägt.